# Автошлях E4
Європейський маршрут E4 проходить з півночі на південь через Швецію від кордону з Фінляндією, загальною довжиною 1590 км. Фінська частина повністю лежить в межах Торніо на півночі Фінляндії і має лише 1 км завдовжки. 

Шведська частина проходить через більшу частину Швеції, за винятком крайньої півночі та західного узбережжя, і зазвичай вважається магістральною магістраллю Швеції, оскільки вона проходить поблизу багатьох її найбільших міст і через столицю Стокгольм. 
Зокрема, це головна дорога, якою користується більшість транспортних засобів, як легкових, так і вантажних, між північчю (Норрланд) і півднем Швеції або за її межами.
Від Гапаранди на кордоні з Фінляндією вона прямує на південь уздовж Ботнічної затоки до Євле, а потім на певній відстані від берега на південь. 
Закінчується у Гельсінгборзі, Швеція, в порту де курсує пором до Гельсінгера, Данія. 
Маршрут перетинається з європейським маршрутом  неподалік від Гельсінгборга, який продовжується до Треллеборга на південному узбережжі Швеції.

## Історія та іменування
За новою системою європейських маршрутів планувалося, що вона буде частиною E55, але вона залишається в позначенні до 1992 року (E4) у Швеції, тому що витрати, пов’язані з повторним підписанням цієї довгої дистанції дороги, були б занадто великими. 

Окрім знаків уздовж дороги, є тисячі знаків, особливо в містах, які показують, як дістатися до дороги E4. Дорога тепер повністю санкціонована відповідним органом як E4, а не як E55. 

## Маршрут
На північ від Євле дорога змішаного стандарту. 
Залежно від стандартів на момент будівництва це або одна стандартна проїзна частина шириною зазвичай 8–13 м, або дорога 2 + 1 завширшки 13–14 м дорога з двома смугами руху в одному напрямку та однією в іншому із сталевим дротом між ними, або іноді автомагістраль з двома смугами в кожному напрямку. 
На північ від Сундсвалля дорога прокладена через декілька великих міст як міські вулиці.
На південь від Євле дорога перетворюється на безперервну автомагістраль. На північ від Євле існують різні обмеження швидкості, найпоширенішими є 90 км/год, 100 км/год і 110 км/год. 
Обмеження швидкості на головних дорогах Швеції були змінені на багатьох дистанціях у жовтні 2008 року, коли було введено обмеження в 120 км/год. 

E4 — найшвидша дорога з Німеччини/Данії до районів на північ від полярного кола, включаючи такі місця в Норвегії, як Тромсе або Нордкап.
Маршрут проходить через або поблизу міст Торніо, Гапаранда, Лулео, Пітео, Шеллефтео, Умео, Ерншельдсвік, Гернесанд, Сундсвалль, Гудіксвалль, Седергамн, Євле, Упсала, Стокгольм, Седертельє, Нючепінг, Норрчепінг, Лінчепінг, Єнчепінг, Вернаму, Юнгбю і Гельсінборг. 

## Детальний маршрут
| Регіон                | Номер національної дороги             | Секція                    | З'єднання | Напрямки на північ      | Напрямки на південь              |
| --------------------- | ------------------------------------- | ------------------------- | --- | ----------------------- | -------------------------------- |
| Лапландія Кемі-Торніо | Автошлях 29                           | Торніо                    | Торніо N21 Пелло, Кільпіс'ярві | Кемі Рованіемі          | Гапаранда, Лулео ()              |
| Норрботтен            | /                                     | Гапаранда — Лулео         | Гапаранда Автошлях 99 Каресуандо, Евертурнео, Гапаранда-Сентрум Сангіс N398 Геденесет, Евертурнео, Б'йоркфорс Вонафіарден, Карлсборг Карлсборг Калікс Строканес Монсбюн Мор'ярв Тере E10 Тере, Мор'ярв, Еверкалікс, Єлліваре, Кіруна Ємтен, Віто, Авафорс, Рербек Стремсунд Ронео, Кенгесон, Ніемсіел Ронео, Престгольмен N383 Буден, Смедсбюн Бенсбюн, Бренден, Персен Рутвік, Лулео N97 Йоккмокк, Буден, Гаммельстад, Лулео | Гапаранда, Торніо ()    | Лулео Сундсвалль                 |
| Норрботтен            | /                                     | Лулео - Явре              | Лулео-Індастрі (тільки на південь) Лулео-Індастрі, Аеропорт Лулео , Аеропорт Лулео, Бергнесет Моттсунд N94 Арвідс'яур, Ельвсбюн, Атнес, Каллакс, Моттсунд Сюльсмарк, Альгамн, Мерен, Валлен, Ернес Ельвсбюн, Еєбюн N N374 Пітео, Еєбюн Пітео-Індастрі (тільки на північ) Пітео, Мускунд, Еєбюн N373 Арвідс'яур, Лонгтреск, Бергсвікен Явре N, Геммінгсмарк Явре S Явребодарна | Лулео Гапаранда Кіруна  | Шеллефтео Сундсвалль             |
| Вестерботтен          | /                                     | Явре - Шеллефтео          | Кіннбек Алунд, Ренгольмен, Обюн Томе, Тометреск Бюске, Феллфорс Бюске, Лундбек Ставатреск, Дренгсмарк, Оствік, Остенбек Остенбек, Фроскоге, Оствік Спісен, Бреннесет Коге N, Ерсмарк, Йорн Коге S Бувікен Солбакен N95 Арвідс'яур, Шеллефтео, Буде () Шеллефтео | Лулео Кіруна            | Шеллефтео Умео Сундсвалль        |
| Вестерботтен          | /                                     | Шеллефтео - Умео          | N364 Аеропорт Шеллефтео, Буртреск Тьярн Тьярн, Іннервік, Юттервік Шеллефтегам, Іннервік, Юттервік Бурео Люсваттнет Евре-Бек Монгбюн Левонгер Вестабюн Онесет Гумбода Сікео Бюгдео Д'якнебода Севар, Шеппсвік, Гольмен Севар, Булльмарк, Тефтео Анумарк E12, N92 Умео-Центр, Доротеа, Веннес, Люкселе, Му-і-Рана () Умео | Лулео Шеллефтео         | Умео Сундсвалль                  |
| Вестерботтен          | /                                     | Умео - Рундвік            | E12 Гольмсунд, аеропорт Умео, Вааса () E12 Умео-Центр, Доротеа, Веннес, Люкселе, Гапаранда, Му-і-Рана () Норрмьоле, Стекше Ансмарк Сермеле Гернефорс Левар, Нурдмалінг N, Гресмюр Нурдмалінг C N353 Нурдмалінг S, Б'юргольм, Нуррфорс, Олофсфорс Легдеельвен (зона відпочинку) Рундвік, Легдео , Лонгрун (тільки на північ) | Шеллефтео Умео          | Ерншельдсвік Сундсвалль          |
| Вестерноррланд        | /                                     | Рундвік - Ерншельдсвік    | Салубеле Домбек, Гусум, Б'йорна, Гідео, аеропорт Ерншельдсвік Гідеобака Каса Мосйон (місце відпочинку) Ованшйо Арнесвалль, Гідео, аеропорт Ерншельдсвік N352 Фредріка, Б'йорна, шпиталь Ерншельдсвік Ерншельдсвік | Шеллефтео Умео          | Ерншельдсвік Сундсвалль          |
| Вестерноррланд        | /                                     | Ерншельдсвік - Сундсвалль | Домше, Шелевад N335, N348 Оселе, Бредбюн, Меллансель, Соллефтео, Сіденше Скопред, Сіденше, Кепмангольмен, Б'єста Докста Сковед Шеланд Улонгер N332 Лунде, Геррског, Галлсетер, Крамфорс, аеропорт Крамфорс (тільки на південь) Нордінгро Тьєрнед Грета Клокестранд, Шуллерста Лунде, Нюадал, Леввік місце відпочинку N90 Лунде, Крамфорс, Соллефтео Утанше, Волонгер Еландсбрю Д'юпгамнен, Салтвік, Бондшйогейден Гернесанд Вікше Гернесанд-Центр Гернесанд-Центр (тільки на північ) Белешен (місце відпочинку) Торсбода, Серокер, Ставревікен Серокер, Ставревікен, Остен, Тюндере, Гамн аеропорт Сундсвалль N331 Соллефтео, Вікше, Бергефорсен, Серберге Тімро N Тімро -Центр місце відпочинку Алнен, Бергсокер, Сундсбрук , Бірста (тільки на північ) Бусвед'ян, Ортівікен, Тунадалсгамен Сундсвалль -Центр N, Гага, Шенсберг             | Ерншельдсвік Умео       | Сундсвалль Євле                  |
| Вестерноррланд        | /                                     | Сундсвалль - Гнарп        | E14 Сундсвалль-Центр S, Естерсунд, Тронгейм () Квісслебю, Свартвік, Бредсанд, Стоквік Матфорс, Нолбю Лерудден, Енгом, Нюрундабоммен місце відпочинку Армшен | Ерншельдсвік Сундсвалль | Євле Уппсала Стокгольм           |
| Євлеборґ (лен)        | /                                     | Гнарп - Євле              | Гнарп N307 Гассела, Бергше Гармонгер Ваттронг Бергше, Ілсбу, аеропорт Гудіксвалль N84 Гудіксвалль, Юсдаль, Свег Місце відпочинку Ларгеян (тільки на південь) Іггесунд Місце відпочинку (тільки на півнія) Нюторген, Найнфорс Енонгер Ліндефаллет, Бода-Брук, Лонгвінд Кунгсгорден, Лонгвінд Місце відпочинку Алебошен (тільки на південь) Кунгсгорден, Трене, Скерсо, Вогбру Седергамн (тільки на південь) N50 Седергамн, Фалун, Болльнес, Сандарне, E-Центр, аеропорт Седергамн Седерала Валльвік, Люсне, Бергвік Місце відпочинку Норрбреннінген (тільки на південь) Місце відпочинку Сербреннінген (тільки на південь) N83 Юсдаль, Єрвсе, Болльнес, Теннебру Місце відпочинку Гегбака (тільки на південь) Місце відпочинку Стеншен (тільки на північ) N303 Бергбю, Окельбу, Норрсундет, Гамронге Місце відпочинку Скарвбергет Євле-N Євле | Ерншельдсвік Сундсвалль | Євле Уппсала Стокгольм           |
| Євлеборґ (лен)        | /                                     | Євле - Мегедбю            | 199 E16, N56, N68 Вестерос, Еребру, Сандвікен, Фалун, Бурленге, аеропорт Евле-Сандвіскен, Осло () 199b Євле-Центр 198 Місце віпочинку Євле 197 N76 Естгаммар, Гедесунда, Євле-S | Сундсвалль Євле         | Уппсала Стокгольм                |
| Уппсала (лен)         | /                                     | Мегедбю - Уппсала         | 196 Ельвкарлебю, Ельвкарлео 195 N291 Ельвкарлебю, Мегедбю 194 Седерфорс, Мегедбю 193 N292 Гарсгамн, Гіму, Седерфорс, Тіерп 192 Естервола, Монкарбю 191 Ербюхус, Гусбю 190 Ваттгольма, Б'йорклінге Місце віпочинку Тре-Енгар (only northbound) Місце віпочинку Торсбергет 189 N290 Сторврета, Гамла-Уппсала, Естербюбрук 188 N55, N72, N288 Уппсала N, Стренгнес, Естгаммар, Вестерос, Енчепінг 187 N282 Уппсала S, Едсбрю, Алмунге 186 Уппсала S - Центр (тільки на північ) | Сундсвалль Євле         | Уппсала Стокгольм                |
| Уппсала (лен)         | /                                     | Уппсала - Кнівста         | Місце віпочинку Мора-Стренар (тільки на північ) 184 N77 Норртельє, Кнівста, Капельшер, Марієгамн (), Палдіскі () | Сундсвалль Євле Уппсала | Стокгольм                        |
| Стокгольм (лен)       | /                                     | Кнівста - Стокгольм       | 182 аеропорт Стокгольм-Арланда, Мерста N - Центр, Арландастад N V 181 N263, N273 Сигтуна, Мерста S, Арландастад S 180 Арландастад-Центр 179 Росерсберг Місце віпочинку Стора-Весбю 176 N268 Валлентуна, Уппландс-Весбю N - Centrum 175 Уппландс-Весбю S 174 N267, E18 Енчепінг, Ротебрю 173 N265, N262, E18 Тебю, Дандерид, Норртельє, Соллентуна 172 N275 Веллінгбю, Соллентуна-Центр, Кіста N 171 E18 Кіста S, аеропорт Стокгольм-Бромма, Вестерос, Еребру, Карлстад, Осло () 170 Геленелунд, Сильвердаль (тільки на північ) 169, 168 E18 Фресунда, Норртельє, Марієгамн (), Палдіскі () 167 Сундбюберг, Сульна-Центр 165, 164 Сульна S, Каролінська університетська лікарня E20, N277 Лідінге, Стокгольм N | Сундсвалль Євле Уппсала | Стокгольм                        |
| Стокгольм (лен)       | E20 Стокгольмська кільцева автодорога | Стокгольм                 | 163 Стокгольм-Центр 162 Сундбюберг, Сульна (тільки на північ) 161 N275 Веллінгбю, Горнсберг, аеропорт Стокгольм-Бромма 160b N275 Веллінгбю, аеропорт Стокгольм-Бромма (тільки на північ) 160a Стокгольм-Центр, Фрідгемсплан 158 Стора-Ессінген 157 Грендаль (тільки на південь) 156 Аспундден, Лілєгольмен (тільки на південь) 155 N75 , N222, N226 Арста, Елвше, Нюнесгамн, Вермделандет, Вісбю, Вентспілс (), Гданськ () | Сундсвалль Євле Уппсала | Гетеборг Гельсінгборг Седертельє |
| Стокгольм (лен)       | E20                                   | Стокгольм - Седертельє    | 154 Гегерстенсосен, Мідсоммаркрансен, Вестберга 153 N271 Вестерторп, Гегерстен, Фруенген 152 Сегельторп, Сетра, Бреденг, Меларгейден 151 Скергольмен N - Центр, Кунгенс-Курва N - Центр, Ворберг 150 Скергольмен S, Кунгенс-Курва S 148 N259 Гуддінге-Центр, Флемінгсберг, Ворбю (тільки на південь) 147 N259 Ганінге, Екере 146a Галлунда 146b N258 Тумба, Олбю 145 Реннінге, Салем 144 N225 Седертельє N, Нюнесгамн, Вісбю, Вентспілс (), Гданськ () E20 Гетеборг, Стренгнес, Седертельє-Центр, Ескільстуна, Еребру, Карлстад, Осло () | Стокгольм               | Гетеборг Гельсінгборг Седертельє |
| Стокгольм (лен)       | /                                     | Седертельє - Вагнгерад    | 142 Седертельє S, Гамнен 141 N57 Катрінегольм, Гнеста, Ярна 139 Геле, Мерке, Туллгарнс-слутт | Седертельє Стокгольм    | Норрчепінг Гельсінгборг          |
| Седерманланд (лен)    | /                                     | Вагнегерд - Стремфорс     | 138 N218, N219 Вагнгерад, Студсвік, Троса, Туллгарнс-слутт Місце відпочинку Сіллекрог 137 N224 Лестрінге, Гнеста (тільки на південь) 136 N224 Лестрінге, Гнеста (тільки на північ) 135 Тюстберга, Стендерренс-натурресерват, Нюнес-слутт 134 Нючепінг Ö, Нючепінг-Росвалла 133 N52, N53 Нючепінг-Центр, Уребру, Ескільстуна, аеропорт Стокгольм-Скавста 132 N53 Нючепінг V, Укселесунд 131 Енстаберга, Бергсаммар (тільки на південь) місце відпочинку Нючепінгбрю 129 Аркесунд, Йонокер 128 N216 Катрінегольм, Б'йорвік, Альберга 127 Ставсьє | Седертельє Стокгольм    | Норрчепінг Гельсінгборг          |
| Естерйотланд (лен)    | /                                     | Стремсфорс - Норрчепінг   | 126 Гето, Крокек, Кольморденський зоопарк, Стремсфорс 125 Гето (тільки на північ) 124 N55, N56 Обю, Катрінегольм, Генделе, Юрсла 123 N55, N56 Обю, Катрінегольм, Стренгнес, Вестерос (тільки на північ) 122 N55, N56 Норрчепінг N-Центр (тільки на південь) 121 N51 Еребру, Фінспонг | Седертельє Стокгольм    | Норрчепінг Гельсінгборг          |
| Естерйотланд (лен)    | /                                     | Норрчепінг - Лінчепінг    | 119 E22, N209 Норрчепінг S, Кальмар, Еркесунд, Седерчепінг, Вестервік, аеропорт Норрчепінг 118 Скерблека 117 Кімстад, Лефстад-слутт 116 Норсгольм, Вестербю (тільки на південь) 115 N210, N215 Норсгольм, Седерчепінг, Фінспонг, Лінггем, Лефстад-слутт місце відпочинку Геррбета 113 N35 Лінчепінг Ö-Центр, Вестервік, Отвідаберг, аеропорт Лінчепінг 112 Лінчепінг N-Центр, Берг | Норрчепінг Стокгольм    | Лінчепінг Гельсінгборг           |
| Естерйотланд (лен)    | /                                     | Лінчепінг - Гренна        | 111 N34 Лінчепінг V, Віммербю, Мутала 110 N206 Вадстена, Шеннінге, Манторп Місце відпочинку Сватронс (тільки на південь) 109 М'єльбю Ö-Центр 108 N32, N50 М'єльбю V, Ветланда, Транос, Боксгольм, Еребру, Мутала 107 Ведерстад 106 Вадстена, Едесгег 105 Віда-Веттерн | Лінчепінг Стокгольм     | Єнчепінг Гетеборг Гельсінгборг   |
| Єнчепінг (лен)        | /                                     | Гренна - Єнчепінг         | Місце відпочинку Брагегус 104 N133 Транос, Гренна, Вісінгсьо 103 Юллене-Уттерн Місце відпочинку Юннерюд (тільки на південь) 102 Ельмстад, Веттерледен Місце відпочинку Віста-Кулле 101 132N Анебю, Брунстоп-Норренген 100 Гускварна-Центр, Фабріксмусем, Екснегага 99 Естеренген, Росенлунд, Ельмія, Веттерснес 98a 31Ö, 40Ö, 47Ö Несше, Вестервік, Оскарсгамн 98b Єнчепінг Центр 97 A6 Центр 96 Люнгарум N, Рюгов-шпиталь, Солос-центр 95a Єнчепінг Центр 95b 40N, 26N, 47N, 195N Єнчепінг V, Гетеборг, Бурос, Шевде, Тролльгеттан, аеропорт Єнчепінг | Лінчепінг Стокгольм     | Єнчепінг Гетеборг Гельсінгборг   |
| Єнчепінг (лен)        | /                                     | Єнчепінг - Вернаму        | 94 Норрагаммар, Барнарп 93 Таберг, Барнарп, Торсвік N 92 Ловше, Торсвік S 91 N30 Векше, Врігстад 90 Ваггерюд N-Центр, Бондсторп, Б'юарум 89 Ваггерюд S, Гетафорс 88 Шіллінгарид N, Гетастрем, Борамо 87 152N Шіллінгарид S, Бредарид, Гіллерсторп, Тофтерид 86 Герле, Клевсгульт, Гагсгульт Місце відпочинку Герле 85 127N, 151N Вернаму N-Центр, Ветланда, Герста, Гнуше 84 N27, N153 Вернаму S, Гетеборг, Бурос, Векше, Карлскруна, Кальмар, Варберг | Єнчепінг Стокгольм      | Гельсінгборг Мальме              |
| Крунуберг             | /                                     | Вернаму - Маркарид        | 83 Віттарид, Дерарп, Тонне, Тофтагольм 82 Обю Місце відпочинку Лаганрастен 81 Лаган, Больмсе 80 N25 Юнгбю Центр, Векше, Кальмар, Карлскруна 79 N25 Юнгбю S, Гальмстад 78 Гамнеда, Горнсборг, Неття 77 N120 Тінгсрид, Ельмгульт, Трарид Місце відпочинку Шебода 76 N120 Тінгсрид, Трарид, Стремснесбрук, Гіннерид 75 N15 Маркарид N-Центр, Гальмстад, Карлсгамн, Шаблон:Осбю, Тімфорс, Карлскруна 74 N117 Маркарид S-Центр, Гесслегольм | Єнчепінг Стокгольм      | Гельсінгборг Мальме              |
| Сконе (лен)           | /                                     | Гесслегольм - Гельсінборг | 73 Сконес-Фагергульт 72 N24, N108 Лагольм, Ерклльюнья, Персторп, Гальмстад, Гесслегольм, Крістіанстад 71 Екет 70 Екет 69 Стідсвіг 68 N13 Естра-Люнгбю, Енгельгольм, Геер, Кліппан 67 N21, N112 Остроп N-Центр, Крістіанстад, Геганес 66 Остроп S, Нювонг 65 E6, N110 Б'юв, Гюллінге, Гальмстад, Гетеборг, Осло () 30 E6, E20 Гельсінборг S, Мальме, Треллеборг, Гетеборг, Енгельгольм, Осло (), Копенгаген () IKEA Гельсінборг N111 Геганес, Гельсінборг S, Гельсінгер () Гельсінборг | Єнчепінг Стокгольм      | Гельсінгборг Мальме              |